# Waldeisenbahn Welschbruch
| Vier mit Holz beladene Loren am Forsthaus Welschbruch                                                                                   |            |                       |                       |
| Streckenverlauf der Waldeisenbahn Welschbruch.                                                                                          |            |                       |                       |
| Streckenlänge: | 6,3 km     |                       |                       |
| Spurweite: | 700 (?) mm |                       |                       |
| |            |                       |                       |
| Region (F): | Elsass     |                       |                       |
| \| \| 0,0 \| Forsthaus Welschbruch \| Forsthaus Welschbruch \| \| \| \| Fontaine Laquiante \| \| \| \| 6,3 \| Holzplatz \| Holzplatz \| |            |                       |                       |
| Kopfbahnhof Streckenanfang | 0,0        | Forsthaus Welschbruch | Forsthaus Welschbruch |
| Haltepunkt / Haltestelle |            | Fontaine Laquiante    | Fontaine Laquiante    |
| Kopfbahnhof Streckenende | 6,3        | Holzplatz             | Holzplatz             |

Die Waldeisenbahn Welschbruch (französisch Le chemin de fer forestier de la forêt de Barr) war eine Schmalspur-Waldeisenbahn in der Nähe des elsässischen Barr.

## Lage und Nutzung
Die 6,3 Kilometer lange Strecke führte mit einem durchschnittlichen Gefälle von 7 % in Serpentinen und entlang des Flusses Kirneck vom Forsthaus Welschbruch über Fontaine Laquiante zum 445 Meter tiefer gelegenen Holzplatz. Von dort wurde das Holz mit Ochsengespannen zum Bahnhof Barr transportiert.
Anfangs gab es sechs aus Holz gebaute Loren, auf denen bis zu 30 m lange Baumstämme transportiert werden konnten. Sie konnten jeweils bis zu vier Kubikmeter transportieren. 1887 hat sich die Zahl der Loren auf sechzehn erhöht.
Die Loren wurden leer mit Pferden vom Holzplatz zum Forsthaus gezogen. Im beladenen Zustand fuhren sie, nur durch die Schwerkraft angetrieben, auf einer 30-minütigen, von einem Bremser kontrollierten Fahrt ins Tal.

## Geschichte
Da der Transport von Holz mit Schlitten auf dem steilen Schlittweg entlang des Flusses Kirneck gefährlich und saisonabhängig war, beschlossen die Gemeinden Barr, Bourgheim, Gertwiller, Goxwiller und Heiligenstein, auf Empfehlung des Oberförsters Rebmann, der Präsident des Vogesen-Vereins war, eine Eisenbahn zu bauen.
Der Bau der Strecke vom Holzplatz nach Pfostenhiesel wurde 1887 begonnen. 1888 wurde die Strecke bis Welschbruch erweitert. Sie wurde dort mit einem seit 1860 bestehenden Abschnitt von ‘le Schienenweg’, der über die Rothlach führt, verbunden. Die Strecke wurde am 16. Juli 1889 offiziell eröffnet. Dabei wurde "Ein Fest wie noch nie" gefeiert, wie das Barrer Kantonsblatt titelte.
Der Bau der auf 63.000 Mark veranschlagten Bahnlinie kostete mehr als 100.000 Mark, so dass die Wirtschaftlichkeit oft in Frage gestellt wurde. Nach einer Nutzung von nur 20 Jahren wurde die Strecke 1906 stillgelegt.